# Heinemann (casa editrice)
La William Heinemann Ltd., con il marchio Heinemann, era una casa editrice con sede a Londra fondata nel 1890 da William Heinemann. Il primo libro pubblicato, The Bondman, del 1890, ebbe un enorme successo nel Regno Unito e lanciò l'azienda. Nel 1893 si unì a Heinemann Sydney Pawling. Heinemann morì nel 1920 e Pawling vendette la società alla Doubleday, casa editrice statunitense con cui aveva collaborato in passato per pubblicare le loro opere in America. Pawling morì nel 1922. Doubleday vendette la sua quota nel 1933.
Durante gli anni '20, la società fu nota per la pubblicazione di opere di autori famosi precedentemente pubblicate a puntate . Tra queste c'erano opere di H.G. Wells, Rudyard Kipling, W. Somerset Maugham, George Moore, Max Beerbohm e Henry James. Ciò indusse nuovi autori a pubblicare le loro prime edizioni con la casa editrice, tra cui Graham Greene, Edward Upward, JB Priestley e Vita Sackville-West. Nel corso del tempo, l'azienda è stata anche conosciuta per i suoi classici e il catalogo internazionale e, nel periodo successivo alla seconda guerra mondiale, si è concentrata sui materiali didattici.
Nel corso degli anni '50, l'azienda venne gradualmente acquisita dal ramo d'investimento del Tilling Group. Nel 1953 aprirono uffici a l'Aia per le vendite nell'Europa continentale e nel 1978 aprirono una società separata a Portsmouth, nel New Hampshire, per vendere le loro opere didattiche sul mercato statunitense. Quando Tilling fu acquistata da BTR plc nel 1983, questa vendette tutti i suoi asset non industriali; Heinemann fu venduta a Octopus Publishing Group . Nel 1987 Octopus si fuse con Reed International, che nel 1997 vendette tutti i suoi asset editoriali commerciali alla Random House. La divisione ELT (English Language Teaching) di Heinemann è stata venduta a Macmillan Education nel 1998. Infine, nel 2007, il resto della divisione internazionale fu venduto a Pearson Education e la divisione statunitense a Houghton Mifflin Harcourt. La maggior parte di questi successori (ad eccezione di Macmillan Education) continuano a utilizzare il marchio.